# Maria Opiela
Maria Opiela – polska zakonnica, doktor habilitowany nauk społecznych.

## Życiorys
W 1990 r. ukończyła studia pedagogiczne na Katolickim Uniwersytecie Lubelskim, w 1996 r. obroniła pracę doktorską pt. Społeczno-kulturowe uwarunkowania przemian działalności ochroniarskiej (Na przykładzie działalności Sióstr Służebniczek BDNP), której promotorem była prof. Teresa Kukołowicz, w 2014 r. habilitowała się na podstawie pracy zatytułowanej Integralna pedagogika przedszkolna w systemie wychowania Edmunda Bojanowskiego. Kontynuacja i zmiana. 
Pracuje na Katolickim Uniwersytecie Lubelskim Jana Pawła II.